# Jessica Williams (zongorista)
Jessica Williams (Jessica Jennifer Williams) (Baltimore, Maryland, 1948. március 17. – 2022. március 12.) amerikai dzsesszzongorista.

## Életpályája
Négyéves korában (1952) kezdett zongorázni, hétévesen (1955) pedig a Peabody előkészítőbe került. Klasszikus zenére Richard Aitken és George Bellows tanította a Peabody Zenei Konzervatóriumban. Minden dallamot megjegyzett, amit egyszer hallott. Tizenkét (1960) éves korától Dave Brubeck, Miles Davis és Charles Mingus voltak a kedvencei. Ekkor döntötte el, hogy dzsesszzongorista lesz. Aztán egy ritka rádiós interjúban – amit Marian McPartland készített – elárulta, hogy nem is annyira zongoristák, mint a trombitások és szaxofonosok voltak rá nagy hatással, elsősorban Miles Davis és John Coltrane.
80 albumán több mint 1000 kompozícióval szerepel.
Az egyik legnagyobb dzsesszzongorista, akit valaha hallottam.

## Díjak, jelölések
- Grammy-díj-jelölés: 1986
- Grammy-díj-jelölés: 2004
- díj: National Endowment for the Arts
- díj: Rockefeller Alapítvány, 1989
- Alice B. Toklas-díj: for Women Composers, 1992
- Guggenheim Fellowship, 1995
- Keys to the City, Sacramento, California
- Keys to the City, San Mateo, California
- Artist of the Year, Santa Cruz County, California, 2002
- Jazz Record of the Year, Jazz Journal International Reader's Poll

## Lemezek
(válogatás)
- 1976 Portal of Antrim (Adelphi)
- 1978 Portraits (Adelphi)
- 1979 Orgonomic Music (Clean Cuts)
- 1980 Rivers of Memory (Clean Cuts)
- 1981 Update featuring Eddie Harris (Clean Cuts)
- 1986 Nothin' But the Truth (BlackHawk)
- 1990 And Then, There's This (Timeless)
- 1991 Live at Maybeck Recital Hall (Concord Jazz)
- 1993 Next Step (Hep)
- 1993 Arrival (Jazz Focus)
- 1994 Momentum featuring Dick Berk and Jeff Johnson (Jazz Focus)
- 1994 Song That I Heard (Hep)
- 1994 In the Pocket (Hep)
- 1994 Encounters featuring Leroy Vinnegar (Jazz Focus)
- 1995 Inventions (Jazz Focus)
- 1995 Joy featuring Hadley Caliman (Jazz Focus)
- 1995 Intuition (Jazz Focus)
- 1996 Gratitude (Candid)
- 1996 Jessica's Blues featuring Jay Thomas, Mel Brown and Dave Captein (Jazz Focus)
- 1996 Victoria Concert (Jazz Focus)
- 1997 Higher Standards (Candid)
- 1998 Encounters (Jazz Focus)
- 1998 Joyful Sorrow: A Solo Tribute to Bill Evans (BlackHawk)
- 1999 In the Key of Monk (Jazz Focus)
- 1999 Ain't Misbehavin' (Candid)
- 2000 Jazz in the Afternoon (Candid)
- 2000 Blue Fire (Jazz Focus)
- 2001 I Let a Song Go Out of My Heart (Hep)
- 2002 Some Ballads, Some Blues (Jazz Focus)
- 2002 This Side Up featuring Victor Lewis and Ray Drummond (Maxjazz)
- 2003 All Alone (Maxjazz)
- 2004 Live at Yoshi's, Vol. 1 featuring Victor Lewis and Ray Drummond (Maxjazz)
- 2004 The Real Deal (Hep)
- 2005 Live at Yoshi's, Vol. 2 featuring Victor Lewis and Ray Drummond (Maxjazz)
- 2006 Billy's Theme: A Tribute to Dr. Billy Taylor (Origin)
- 2007 Unity (Red and Blue)
- 2008 Songs for a New Century (Origin)
- 2009 The Art of the Piano (Origin)
- 2010 Touch (Origin)
- 2011 Freedom Trane (Origin)
- 2012 Songs of Earth (Origin)
- 2014 With Love (Origin)